# Joan de Saridakis
Ioannes Saridakis, catalanitzat Joan de Saridakis (Alexandria, Egipte, 1877 - Palma, 1963), va ser un pintor, col·leccionista d'art i mecenes egipci de família grega.
Treballà com a enginyer en mines de coure de Xile, on també rebé la primera formació artística com alumne del pintor Pedro Lira. Pintà principalment paisatges i una sèrie de gravats de fortaleses i palaus. Reuní una gran col·lecció d'art de diverses èpoques (unes 1.300 pintures i uns 100 mobles antics) i una biblioteca amb dos milers de volums, especialment sobre pintura.
El 1923, quan ja tenia una gran fortuna, fixà la seua residència a Palma. Encarregà a Guillem Forteza el projecte de l'edifici de Marivent (actual Palau de Marivent), que fou construït entre 1923 i1925 i on residí fins a la seua mort. La seua vídua, Annunziata Marconi-Taffani, el 1965 donà l'edifici i els terrenys a l'aleshores Diputació Provincial, amb la condició que fos destinat a museu de les obres que havia aplegat el seu marit. Tanmateix, dissolta la Diputació en el Govern de les Illes Balears, aquest cedí l'usdefruit del palau de Marivent a la Casa Reial espanyola.
L'any 1978 els hereus de Saridakis s'avingueren a aquesta cessió, per bé que reclamaren tot el contingut de l'edifici atès que no havien estat respectats els termes de la donació inicial i a més constatant la incompatibilitat d'un museu públic amb una residència privada. Després d'un llarguíssim plet, el 1988 el Tribunal Suprem d'Espanya donà la raó als hereus, per la qual cosa Marivent fou despullat de tota l'obra i l'aixovar que Saridakis havia reunit al llarg dels anys i que des de 1973 no han estat oberts al públic.